# Samuel Auguste Tissot
Pour les articles homonymes, voir Tissot.
Samuel Auguste André David Tissot, né le 20 mars 1728 dans le village vaudois de Grancy et mort le 13 juin 1797 à Lausanne, est un médecin suisse.
Il connut de son vivant une notoriété extraordinaire et fut le médecin attitré de nombreuses personnalités européennes de haut rang, notamment du roi de Pologne et du prince-électeur de Hanovre. On a dit de lui qu'il fut « le médecin des princes et le prince des médecins ».
Il dut cette célébrité à ses nombreux travaux, notamment ceux consacrés à l'onanisme, et ses études sur l'épilepsie.

## Biographie
Issu d'une famille protestante, il est le fils de Pierre Tissot, commissaire arpenteur, bourgeois de Morges, et de la genevoise Jeanne-Charlotte Grenus. Il est le cousin du père de Clément Joseph Tissot (1747-1826) qu'il recommandera plus tard à Tronchin « qui en fit son disciple, son secrétaire et le désigna ensuite comme médecin-adjoint de la maison d'Orléans, dont il eut le brevet en 1787. »
En 1741, à treize ans, il fait ses humanités à Genève, qui était alors une république indépendante, où il obtient son diplôme en 1745. Après des études médicales à la faculté de Médecine de Montpellier, il accède au grade de docteur le 18 avril 1749, à l'âge de 22 ans. Il part en Suisse et s'installe à Lausanne. Le début de sa notoriété date de la controverse sur l'inoculation à laquelle il se déclare favorable dans l'un de ses ouvrages, afin de lutter contre les épidémies.
Le 21 juillet 1755, il épouse Charlotte Dapples, fille du pasteur Jean-François Dapples, professeur de grec à l'Académie de Lausanne,. Ils auront un seul enfant, mort en bas âge. Charlotte Dapples avait épousé en premières noces Marc Antoine Porta (qui fut professeur de droit à l'Académie de Lausanne), dont elle divorça. Une fille née de cette première union fut élevée par le Docteur Tissot.

### L'Onanisme
La célébrité ne commence vraiment qu'avec ses ouvrages consacrés aux méfaits de la masturbation dont les plus célèbres sont L'onanisme et l'Avis au peuple sur sa santé, publié en 1761, qui lui firent acquérir une réputation européenne. Fondée sur l’observation des habitudes masturbatoires d’un condisciple atteint de tuberculose – « (…) Un de mes condisciples était venu à cet état horrible, qu'il n'était pas le maître de s'abstenir de ces abominations, même pendant le temps des leçons : il n'attendit pas longtemps son châtiment et il périt misérablement de consomption au bout de deux ans. » —, il confond les deux et commet une erreur de diagnostic en attribuant la létalité de la « consomption » de son condisciple à la masturbation au lieu de la tuberculose. « Prônant une médecine douce, essentiellement pratique, fondée sur un régime de vie en accord avec la nature, et sur des remèdes à base de plantes, il récuse à la fois la médecine populaire et la médecine savante, qu’il juge trop dure et interventionniste. Mêlant archaïsme et modernité, il révèle la hantise des miasmes, souligne l’importance des facteurs psychologiques dans l’évolution des maladies, et introduit les statistiques fondées sur le calcul mathématique pour étudier la mortalité. »
Il condamne entre autres les saignées et recommande une série d'ingrédients naturels et d'aliments comme, entre autres, le quinquina, que Tissot considère comme étant le meilleur remède. Il propose également, comme remèdes anaphrodisiaques à prendre avant de se coucher, le camphre, le lait au beurre et le vin dilué dans l'eau. Il suggère d'autres méthodes : aller au lit uniquement pour dormir, ne pas rester trop longtemps au lit quand on se réveille et faire de l'exercice.
Les honneurs s'accumulent rapidement, car le succès de l'Avis au peuple sur sa santé devient continental. Il est traduit en 17 langues en moins de 25 ans. Tissot reçoit une médaille d'or de la Chambre de santé en 1762, obtient une pension de la République de Genève, devient membre de la Société royale de Londres et est sollicité en consultation auprès de plusieurs souverains d'Europe. Le roi Stanislas II de Pologne lui offre en 1765 la place de premier médecin, mais Tissot décline cet honneur. Il refuse également une chaire de professeur à l'université de Padoue.

### Pavie
À la demande de l’empereur Joseph II, qui l’avait visité à Lausanne en 1777, il occupe d'octobre 1781 à juin 1783 la chaire de médecine clinique de l’université de Pavie. Lors d'un séjour à Rome, il est reçu par le pape Pie VI. Il est de plus contacté par le Sénat de Venise au sujet de l'introduction de l'inoculation dans les États vénitiens. Après son départ de Pavie, un monument lui est élevé en signe de reconnaissance.

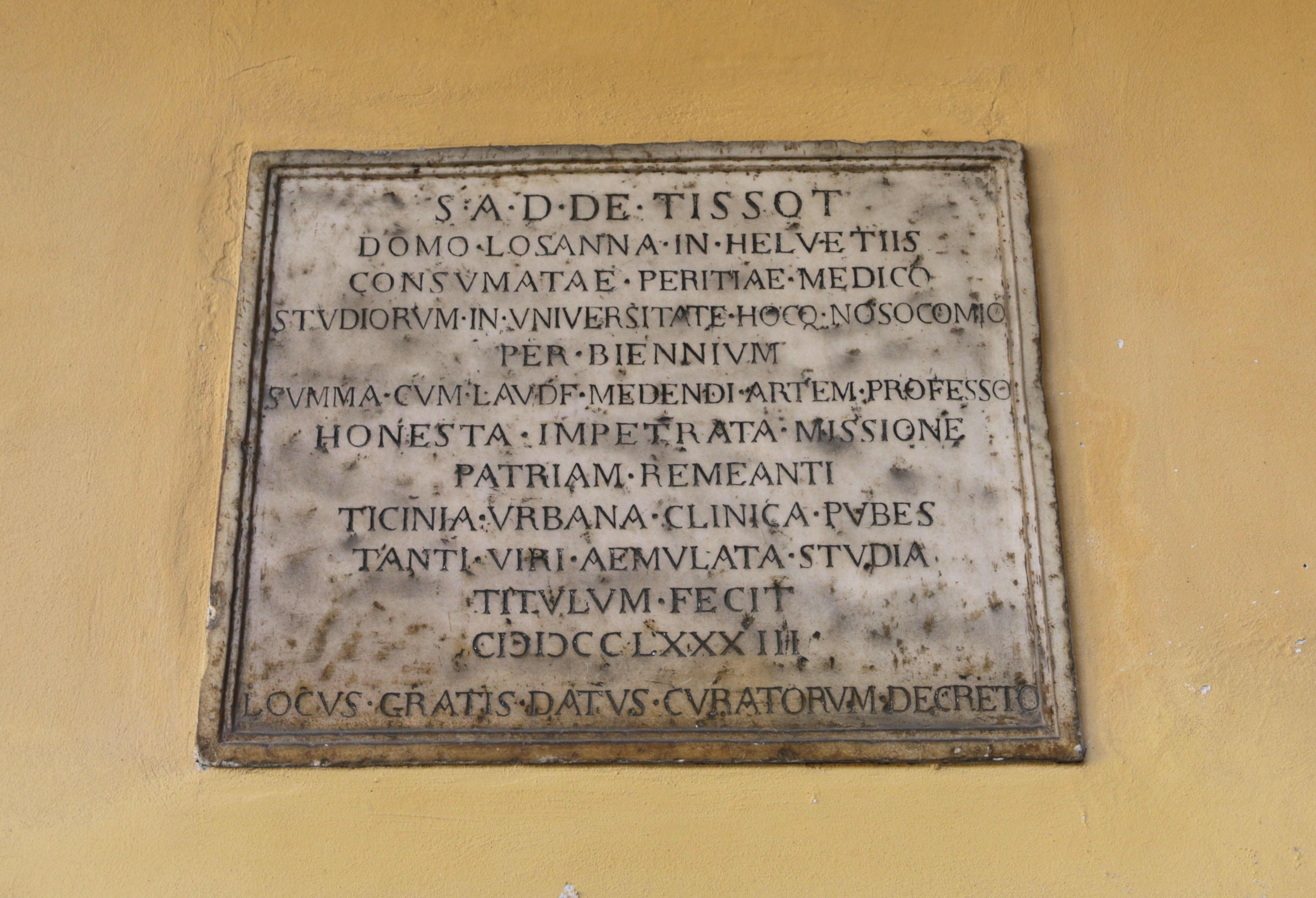
Plaque à sa mémoire à l'Université de Pavie (Italie)

Il revient ensuite à Lausanne. Il siège au Collège de médecins, nouvellement créé, et dépendant du Conseil de santé de la Ville et République de Berne. En sa qualité de vice-président, il est chargé d'organiser les examens des médecins et des chirurgiens et recherche les moyens d'améliorer les études de médecine.
Au début du mois de mai 1797, Tissot est atteint d'une tuberculose pulmonaire. Peu après, sa femme est également atteinte et meurt trois semaines plus tard. Il meurt à Lausanne le 13 juin et est enseveli au cimetière de Saint-Laurent.

### Mobilier
Un somptueux bureau marqueté, ayant appartenu au Dr Tissot, a été vendu aux enchères à Amsterdam en avril 2007. Il a été acquis par un Américain, au grand dam du Musée historique de Lausanne, qui aurait souhaité voir cette pièce prestigieuse revenir dans le chef-lieu vaudois.

## À propos del’Onanisme, quelques citations

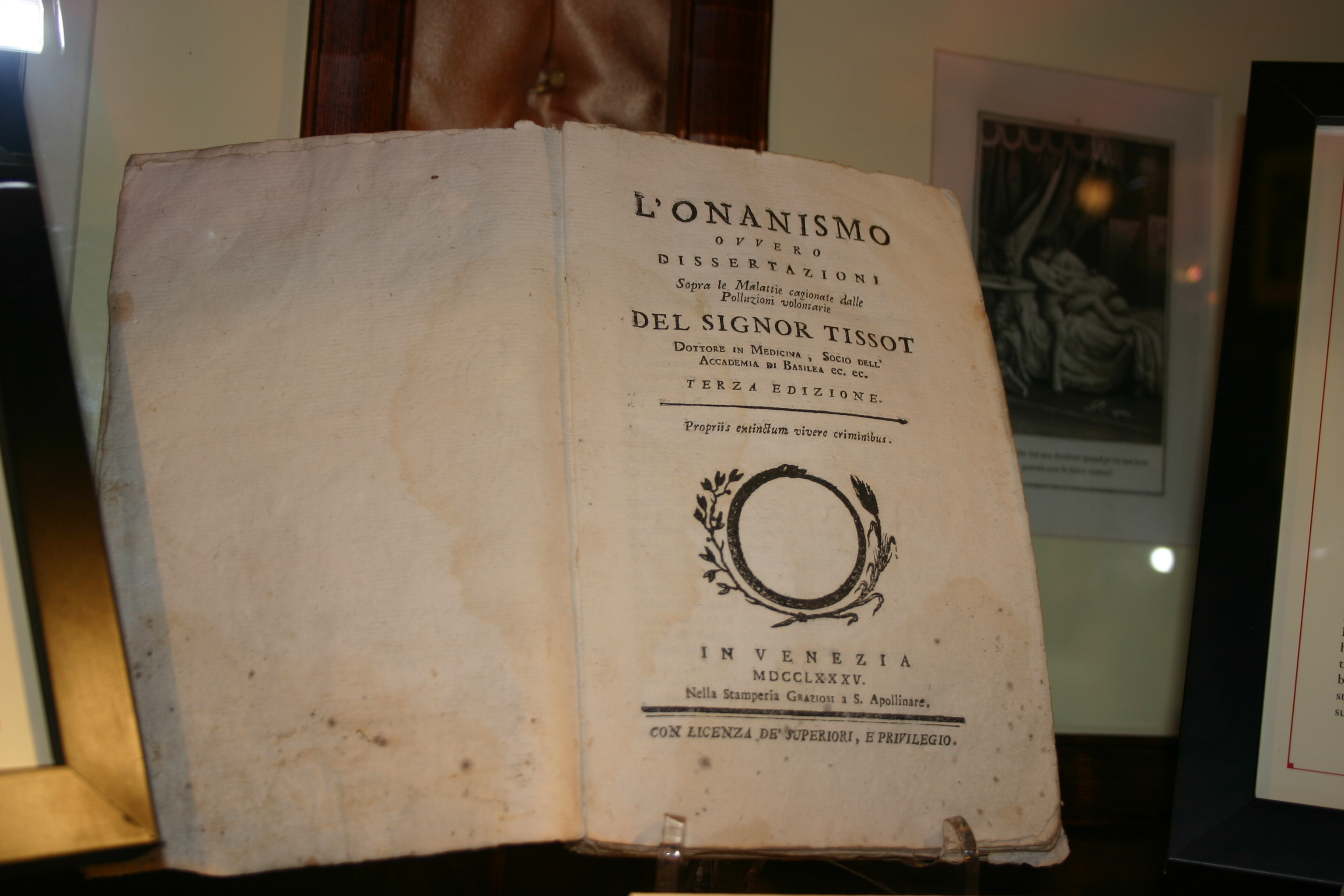
L'onanisme traduit en Italien.

- « L'excès dans les plaisirs de l'amour ne produit pas seulement des maladies de langueur ; il jette quelquefois dans des maladies aiguës et toujours il dérange celles qui dépendent d'une autre cause ; il produit très aisément la malignité, qui n'est, selon moi, que le défaut de forces dans la nature. »
- « (…) Un de mes condisciples était venu à  cet état horrible, qu'il n'était pas le maître de s'abstenir de ces abominations, même pendant le temps des leçons : il n'attendit pas longtemps son châtiment et il périt misérablement de consomption au bout de deux ans. »
- « M. Boerhaave peint ces maladies avec cette force et cette précision qui caractérisent tous ses tableaux. La trop grande perte de semence produit la lassitude, la débilité, l'immobilité, des convulsions, la maigreur, le dessèchement, des douleurs dans les membranes du cerveau ; émousse le sens, et surtout la vue ; donne lieu à  la consomption dorsale, à  l'indolence et à diverses maladies qui ont de la liaison avec celles-là. »
- « En voici les principaux traits : un dépérissement général de la machine ; l’affaiblissement de tous les sens corporels et de toute la faculté de l’âme ; la perte de l’imagination et le mémoire, l’imbécilité, le mépris, la honte, toutes les fonctions troublées, suspendues, douloureuses; des maladies longues, bizarres, dégoutantes, des douleurs aiguës et toujours renaissantes; tous les maux de la vieillesse dans l’âge de la force […] l’horreur de la vie, la crainte de devenir suicidaire d’un moment à l’autre. »

Le Dr Tissot appartient à un vaste mouvement européen informel qui voulait faire de la médecine une démarche rigoureusement scientifique. Sa lutte acharnée contre la masturbation ne se fonde cependant pas sur des observations rigoureuses, mais sur des anecdotes et des déductions métaphoriques d'un concept d'équilibre dans lequel il faut maintenir le corps. Dans cette optique, la masturbation conduirait à une mort rapide et inévitable par le déséquilibre entre les pertes séminales et les apports énergétiques. Sa vision du corps est essentiellement machinique et l'on retrouve chez lui un écho de l'animal-machine de Descartes.
Les outrances de Tissot sont aujourd’hui risibles, mais elles ont néanmoins exercé une influence considérable sur ses contemporains et sur l'ensemble du XIXe siècle.
Un chiffre résume cet impact : son ouvrage L'onanisme connut soixante-trois éditions entre 1760 et 1905.

## Toponymes
Sous le nom d'Auguste Tissot, il a donné son nom à une avenue de Lausanne, l'avenue Dr-Auguste-Tissot (de l'avenue d'Ouchy à l'avenue des Alpes, décision municipale de 1905 à la demande des habitants du quartier) et à un auditoire du Centre hospitalier universitaire vaudois (CHUV).

## Publications
- Avis au peuple sur sa santé, 1763. Réédité en 1993, présenté par Daniel Teysseire et Corinne Verry-Jolivet, Éd.: Quai Voltaire Histoire,  (ISBN 2876531690).
- L'onanisme. Dissertation sur les maladies produites par la masturbation, 1764. Réédité en 1998, Éd.: La Différence, Coll.: 700 Ans de Littérature,  (ISBN 2729106820).
- De la médecine civile ou de la police de la médecine, 1797. Réédité par Miriam Nicoli, avec introduction de Danièle Tosato-Rigo et Miriam Nicoli), Editions BHMS, Lausanne 2009, 160 p.,  (ISBN 978-2-9700536-9-9).

## Sources
- Extrait de son ouvrage : Avis au peuple sur sa santé
- Un résumé de la carrière et de l'œuvre scientifique de Tissot
- Louis Polla, Rues de Lausanne, Lausanne, éditions 24 heures, 1981, 48-49 p. (ISBN 2-8265-0050-3)
- « Tissot, Auguste »  dans le Dictionnaire historique de la Suisse